# Biskupi siedleccy
Biskupi siedleccy – biskupi diecezjalni i biskupi pomocniczy w latach 1819–1867 i 1918–1925 diecezji janowskiej (podlaskiej), a od 1925 diecezji siedleckiej.
W 1867 diecezja została skasowana przez cara, w 1889 zniesiona przez papieża i połączona z diecezją lubelską. Administrację nad jej terytorium od 1868 sprawowali biskupi lubelscy.
W 1924 stolica diecezji została przeniesiona z Janowa Podlaskiego do Siedlec.

## Biskupi

### Biskupi diecezjalni
| Lata urzędowania | Biskup | Biskup                 | Uwagi                                 |
| ---------------- | ------ | ---------------------- | ------------------------------------- |
| 1819–1825        |        | Feliks Łukasz Lewiński |                                       |
| 1826–1842        |        | Jan Marceli Gutkowski  |                                       |
| 1856–1867        |        | Piotr Paweł Szymański  |                                       |
| 1918–1939        |        | Henryk Przeździecki    |                                       |
| 1946–1968        |        | Ignacy Świrski         |                                       |
| 1968–1996        |        | Jan Mazur              |                                       |
| 1996–2002        |        | Jan Wiktor Nowak       |                                       |
| 2002–2014        |        | Zbigniew Kiernikowski  | następnie biskup diecezjalny legnicki |
| od 2014          |        | Kazimierz Gurda        |                                       |

### Biskupi pomocniczy
| Lata urzędowania | Biskup | Biskup               | Uwagi                                                   |
| ---------------- | ------ | -------------------- | ------------------------------------------------------- |
| 1826–1854        |        | Franciszek Lewiński  |                                                         |
| 1857–1868        |        | Józef Twarowski      |                                                         |
| 1919–1940        |        | Czesław Sokołowski   | następnie administrator apostolski diecezji siedleckiej |
| 1948–1962        |        | Marian Jankowski     |                                                         |
| 1963–1992        |        | Wacław Skomorucha    |                                                         |
| 1989–1992        |        | Alojzy Orszulik      | następnie biskup diecezjalny łowicki                    |
| 1993–2009        |        | Henryk Tomasik       | następnie biskup diecezjalny radomski                   |
| 2013–2019        |        | Piotr Sawczuk        | następnie biskup diecezjalny drohiczyński               |
| od 2020          |        | Grzegorz Suchodolski |                                                         |